# Centrowanie instrumentu geodezyjnego
Centrowanie instrumentu geodezyjnego – czynność geodezyjna polegająca na ustawieniu osi głównej instrumentu geodezyjnego tak, aby przechodziła przez centr punktu geodezyjnego. 
Centrowanie instrumentu geodezyjnego przeprowadza się z użyciem pionu optycznego, laserowego, sznurkowego lub rzadziej – drążkowego. Czynność ta poprzedza wszelakie pomiary geodezyjne i jest nieodłącznie związana z towarzyszącą jej czynnością – poziomowaniem instrumentu geodezyjnego.